# Мать всех маршей
«Мать всех маршей» (исп. La madre de todas las marchas), также «Мать всех протестов» — серия массовых антиправительственных выступлений против президента Николаса Мадуро и правительства социалистов, состоявшихся 19 апреля 2017 года в Венесуэле.
Поводом для начала протестов стало решение Верховного трибунала юстиции Венесуэлы от 29 марта 2017 года о роспуске Национальной ассамблеи (парламента) Венесуэлы. Решение позволяло президенту Мадуро действовать фактически в обход действующей Конституции, что было расценено представителями общественности как государственный переворот. Вскоре после 1 апреля 2017 года решение о роспуске парламента было отменено, но акции протеста всё равно состоялись.
19 апреля на протестную акцию вышло до шести миллионов человек по всей стране, в столице вышло до двух с половиной миллионов человек. В результате столкновений погибли три человека, среди них — один военнослужащий. Общее число протестующих составило около шести миллионов человек, что сделало её крупнейшим выступлением венесуэльской демократической оппозиции с момента начала антиправительственных выступлений в 2014 году.

## Предыстория
После смерти Уго Чавеса Венесуэла столкнулась с социально-экономическим кризисом из-за политики нового президента, Николаса Мадуро. Протесты в Венесуэле начались в феврале 2014 года, когда сотни тысяч венесуэльцев вышли на улицы из-за высокого уровня преступности, инфляции и дефицита продуктов первой необходимости. Протесты продолжались несколько лет, их интенсивность зависела от уровня кризиса в стране и угрозы подавления протеста.
В начале 2017 года Верховный суд Венесуэлы попытался установить контроль над Национальным Собранием, возглавляемым оппозицией, сняв с депутатов иммунитет. Это решение спустя несколько дней было отменено, но оно всё-таки вызвало серию протестных акций. Эти протесты переросли в массовые антиправительственные выступления, получившие название «Мать всех маршей». К 14 апреля 2017 оппозиция объявила о «грандиозном марше во всех штатах», марш состоялся 19 апреля.
Накануне акции Мадуро объявил о создании двух тысяч контрольно-пропускных пунктов по всей стране, приказал расширить Национальную милицию Венесуэлы, набрав в неё 500 тысяч людей, лояльных режиму. Он заявил, что каждый милиционер будет вооружён винтовкой для пресечения попытки государственного переворота, как в было в 2002 году. Диосдадо Кабельо, высокопоставленный чиновник, лояльный власти, пообещал сформировать 60 тысяч моторизованных «Колективос» для сдерживания оппозиции, назвав действия последней «терроризмом».

## Протесты

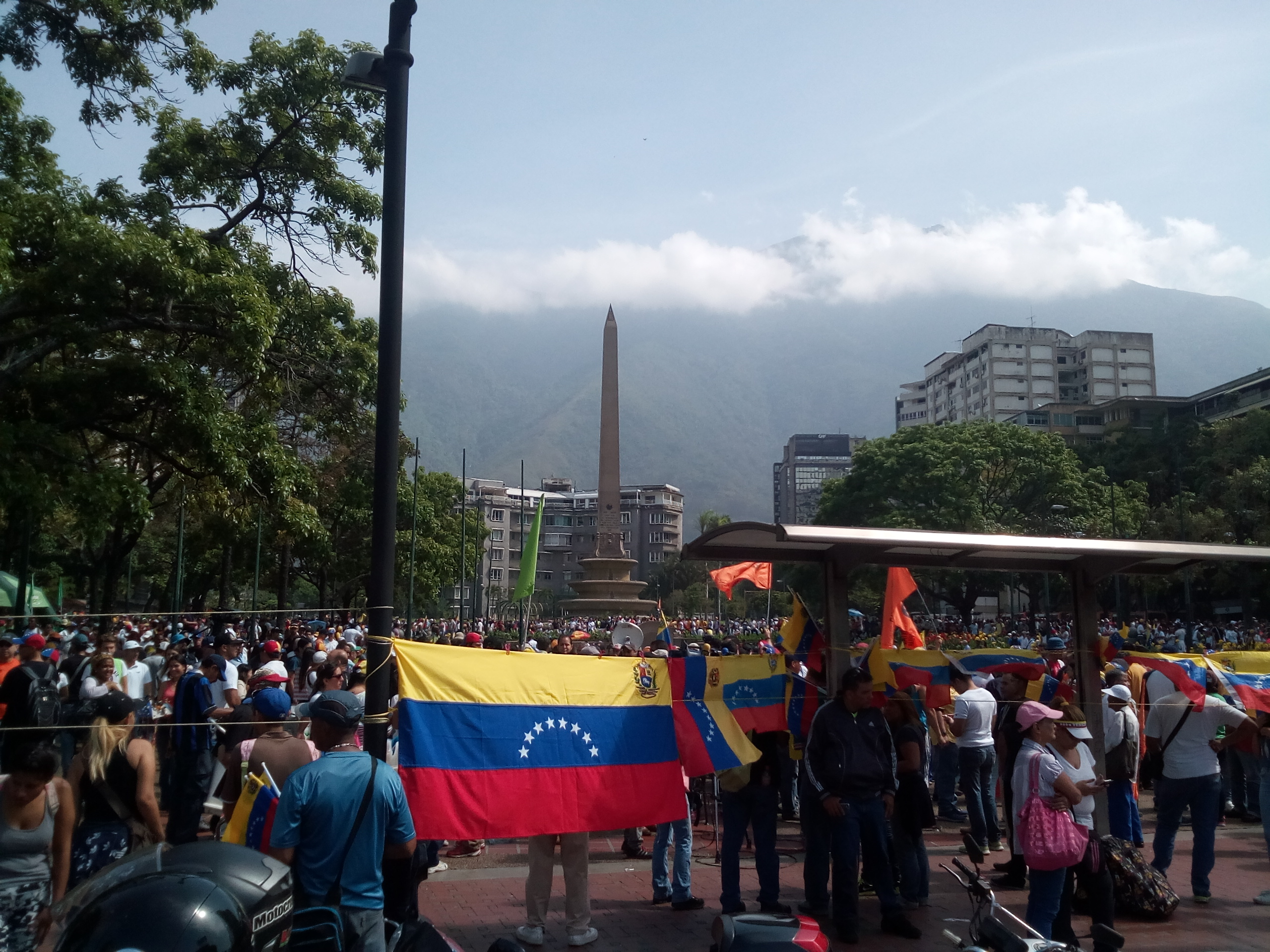
Площадь Франции, одна из центральных точек марша 19 апреля

Утром 19 апреля по всей стране начались демонстрации. В Каракасе протестующие по 26 разным маршрутам двинулись к офису омбудсмена Тарека Сааба. Национальная гвардия блокировала на их пути дороги, применяла слезоточивый газ и стреляла резиновыми пулями; несмотря на всё это, марш продолжался.

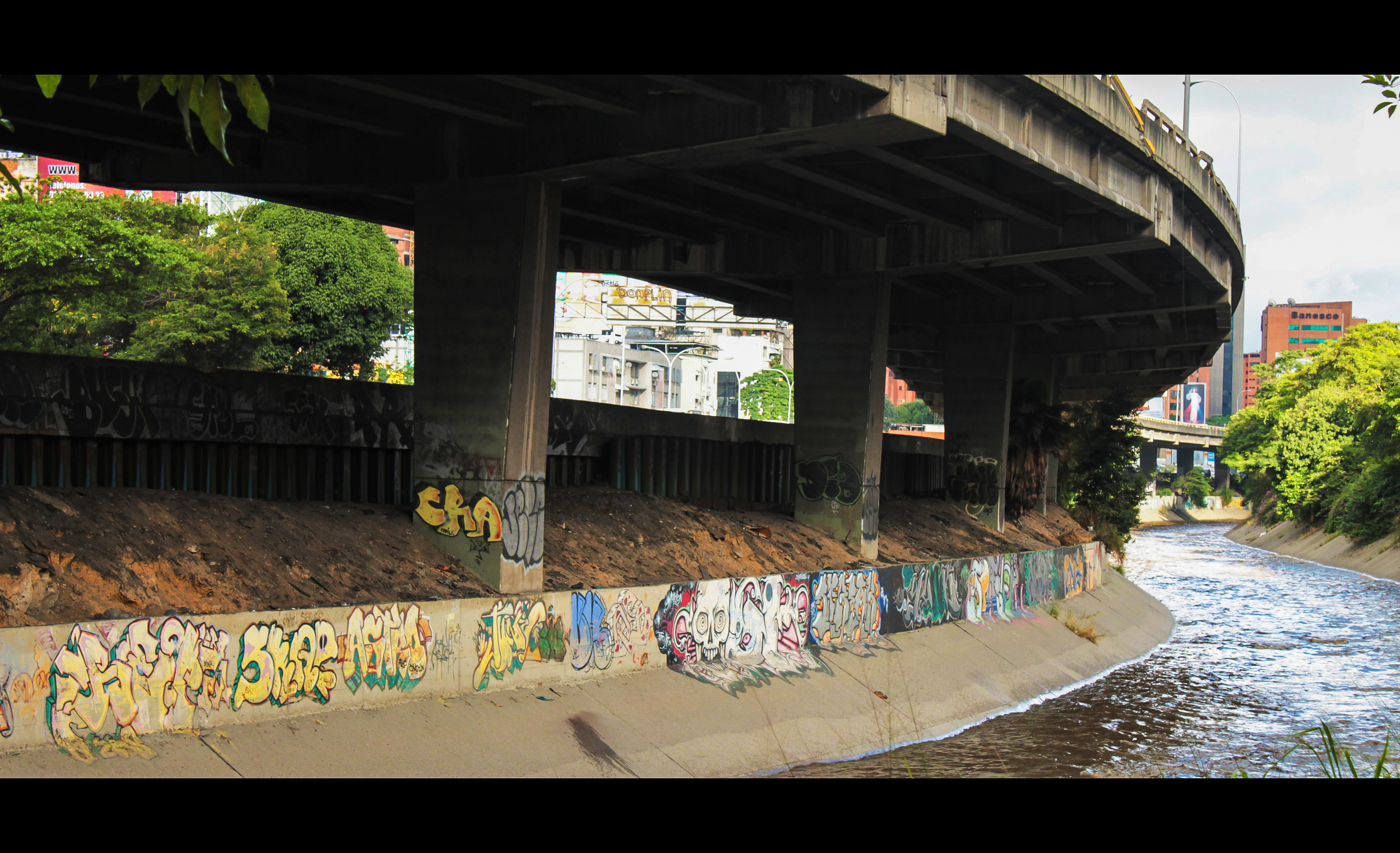
Река Гуэр, у которой протестующие прятались от слезоточивого газа

Примерно в 12:30 часов утра протестующие и проправительственные венесуэльцы заполняют проспекты Каракаса. Вскоре после 12:45 протестующие начинают покидать шоссе Франсиско Фахардо, выдерживая слезоточивый газ в течение часа, многие начали спрыгивать к реке Гуэр, которая используется для сточных вод, чтобы избежать газ. В 2:10 часов дня 17-летний подросток был ранен в голову и погиб. Примерно в 4:35 дня проправительственный участник «колективос» застрелил 23-летнюю протестующею Паолу Рамирес.
Чуть позже на юге Каракаса был убит нацгвардеец, первый представитель власти, убитый за год протестов. На тот момент число жертв протестов в 2017 году достигло 8 человек. К 9 вечера уголовный форум назвал число арестованных на марше, их было 521 человек, всего за 2017 год на 19 апреля всего было арестовано 1 000 человек.

## Последствия

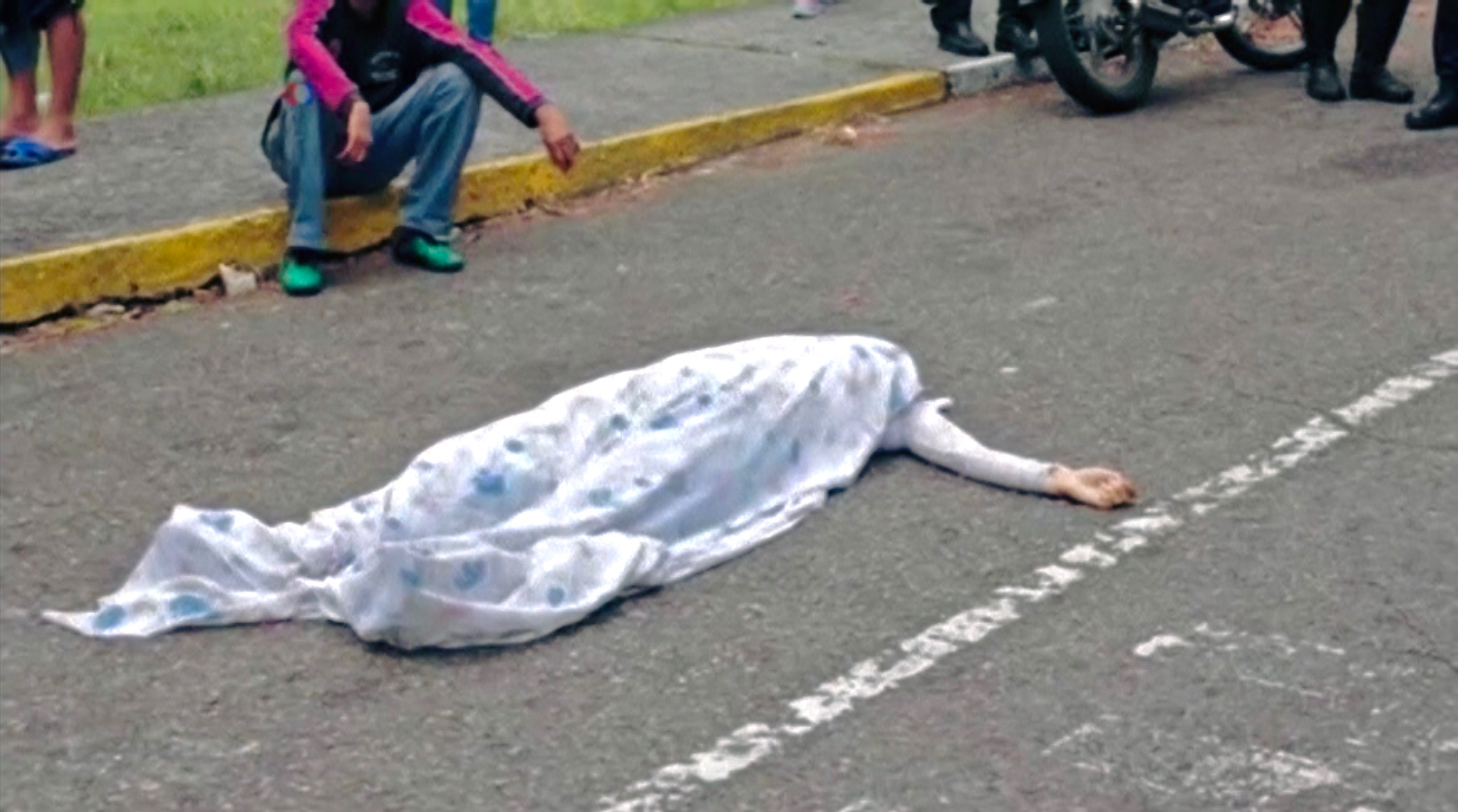
Тело убитой Паолы Рамирес, накрытое покрывалом

После протестов Президент Мадуро в Twitter ретвитнул твит, в котором проправительственный журналист шутит о протестующих, которым приходится укрываться в «канализации» от слезоточивого газа.
На следующий день, 20 апреля, людей позвали на новую акцию протеста, на улицу вышли тысячи человек. Однако в первые часы 21 апреля начались беспорядки, с мародерами и столкновениями с властями в разных районах Каракаса. Против протестующих также использовался слезоточивый газ, это привело к эвакуации родильного дома, во избежание отравления парами. К концу ночи погибли около 12 человек.
Во время похорон Паолы Рамирес 21 числа, погибшей на марше 19 апреля, родителей Рамирес забрали на допрос в отдел Службы научных, уголовных и следственных действий, после их комментария о том, что она звонила им за несколько минут до смерти с сообщением о том, что члены «колективос» преследуют её. Министр МВД Венесуэлы Нестор Реверол сказал, что Паолу убил не член «колективос», член оппозиционной партии.

### «Женщина-танк»

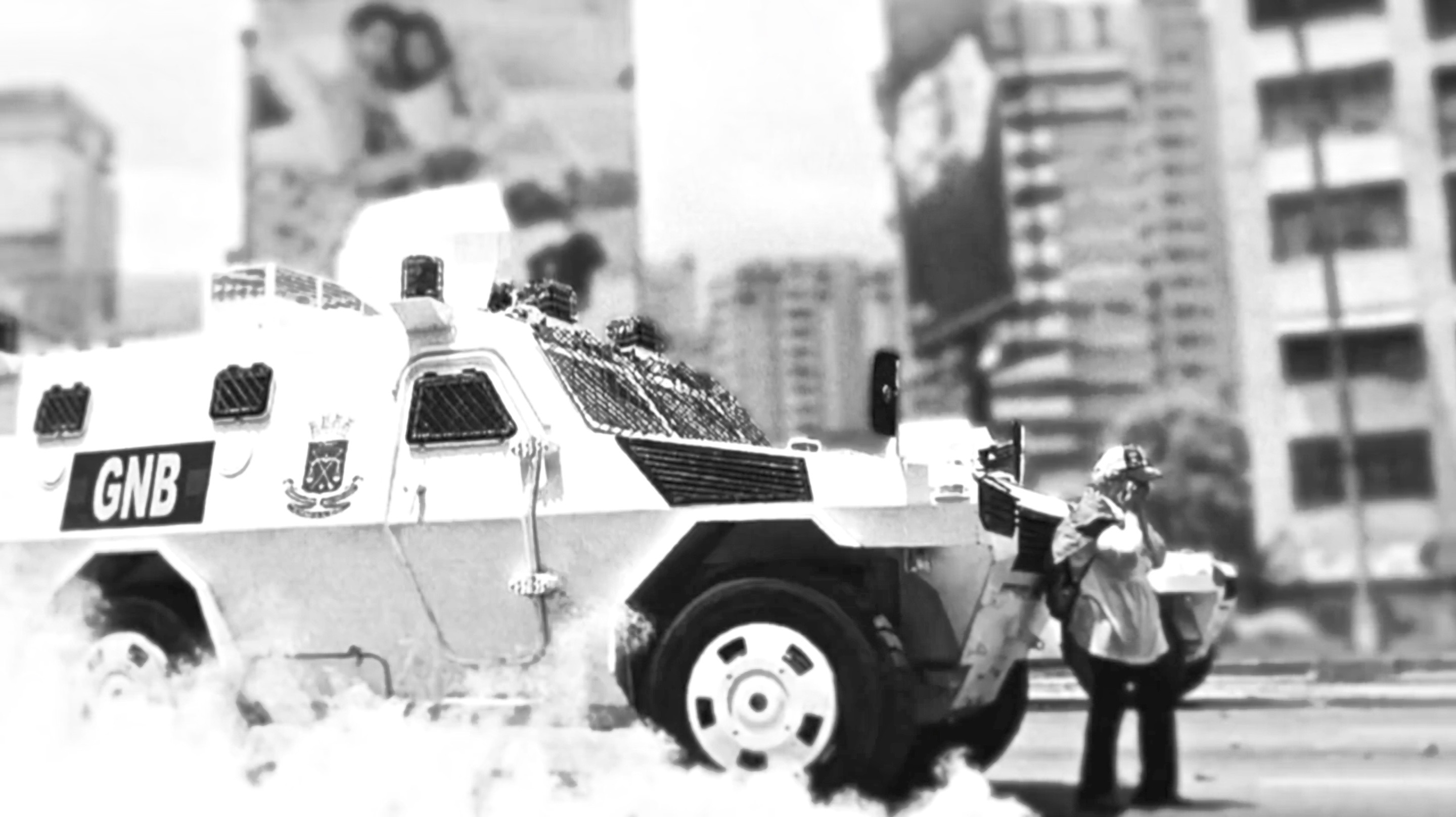
Пожилая женщина не даёт VN-4 проехать

Изображение пожилой женщины, блокирующей боевую машину VN-4, сравнили с фотографией неизвестного бунтаря, который сдерживал колонну танков во время событий на площади Тяньаньмэнь, и оно стало символом протеста. Женщина увидела, как едет колонна боевых машин, и встала перед ними для предотвращения продвижения. Несмотря на то, что нацгвардейцы бросали в её сторону баллоны со слезоточивым газом и толкали её транспортным средством, она продолжала стоять. Позже её арестовали.

## Реакции
- Европейский Союз — Евросоюз осудил насилие на марше и призвал всех венесуэльцев объединиться для поиска демократического и конституционного пути решения проблемы[45].
- Колумбия — Президент Колумбии Хуан Мануэль Сантос поделился комментариями в социальных сетях: «Я предупреждал Чавеса, что боливарианская революция закончилась», и что возникла серьёзная озабоченность по поводу расширения президентом Национальной Милиции[46].
- Германия — МИД Германии выразил сожаления о смертях во время марша, осудил насилие со стороны властей и заявил, что президент должен освободить политзаключённых, признать Национальное Собрание и установить график выборов, также МИД говорит, что эти шаги «позволят создать условия для возобновления национального диалога»[47].
- Перу — Президент Перу Пабло Кучински сказал: «Мы не хотим вмешиваться в дела другой страны, но в протестах не должно быть политзаключённых и смертей, мы поможем вам, мы всегда с вами»[48].